# 高安妃
高安妃（？—1564年），名失考，大名府大名縣人。從五品錦衣衛副千戶高森之女，明朝明世宗朱厚熜之妃。

## 生平
高氏的出生時間不詳，僅知她在嘉靖二十六年（1547年）中選入宮。嘉靖二十六年二月十九日，嘉靖帝對內閣下達諭旨，稱雖然已有近千名宮女，但中宮及妃嬪位下的宮女仍然不足，且宮女中多有年老或患病者。而且，將來兩位皇子、四位公主出府時，按照祖制，親王需用三十餘人，公主需用二十餘人，若然不提前數年準備及進行教導，則無法應付所需。因此，禮部上奏請嘉靖帝下詔派遣官員，以在京畿地區內選取三百名十一歲以上、十四歲以下的女子。嘉靖四十三年（1564年）八月初五日，「未封妃高氏」薨逝，賜號為安妃，治喪葬如例。同年十二月二十二日，正式安葬安妃高氏。根據《太常續考》的記載，高安妃與宋宜妃、諸靜妃、張和妃、張昭嬪、武常嬪、郭寧嬪、田靜嬪、孟安嬪於金山合葬同一墓。《欽定日下舊聞考》稱「高正妃」、「高安嬪」的葬地位於西山紅石口。對比《宛署雜記》所記的嘉靖帝妃嬪，此二人應為高和妃、高安妃與高常嬪之誤寫。